# Azər Məmmədov
Azər Məmmədov (ur. 7 lutego 1976 w Gandży, Azerbejdżan) – azerski piłkarz grający na pozycji obrońcy, od 2010 roku występujący w FK Gəncə. W reprezentacji Azerbejdżanu zadebiutował w 2001 roku. Do tej pory rozegrał w niej 12 spotkań (stan na 08.11.2012).